# 諏訪川 (九州)

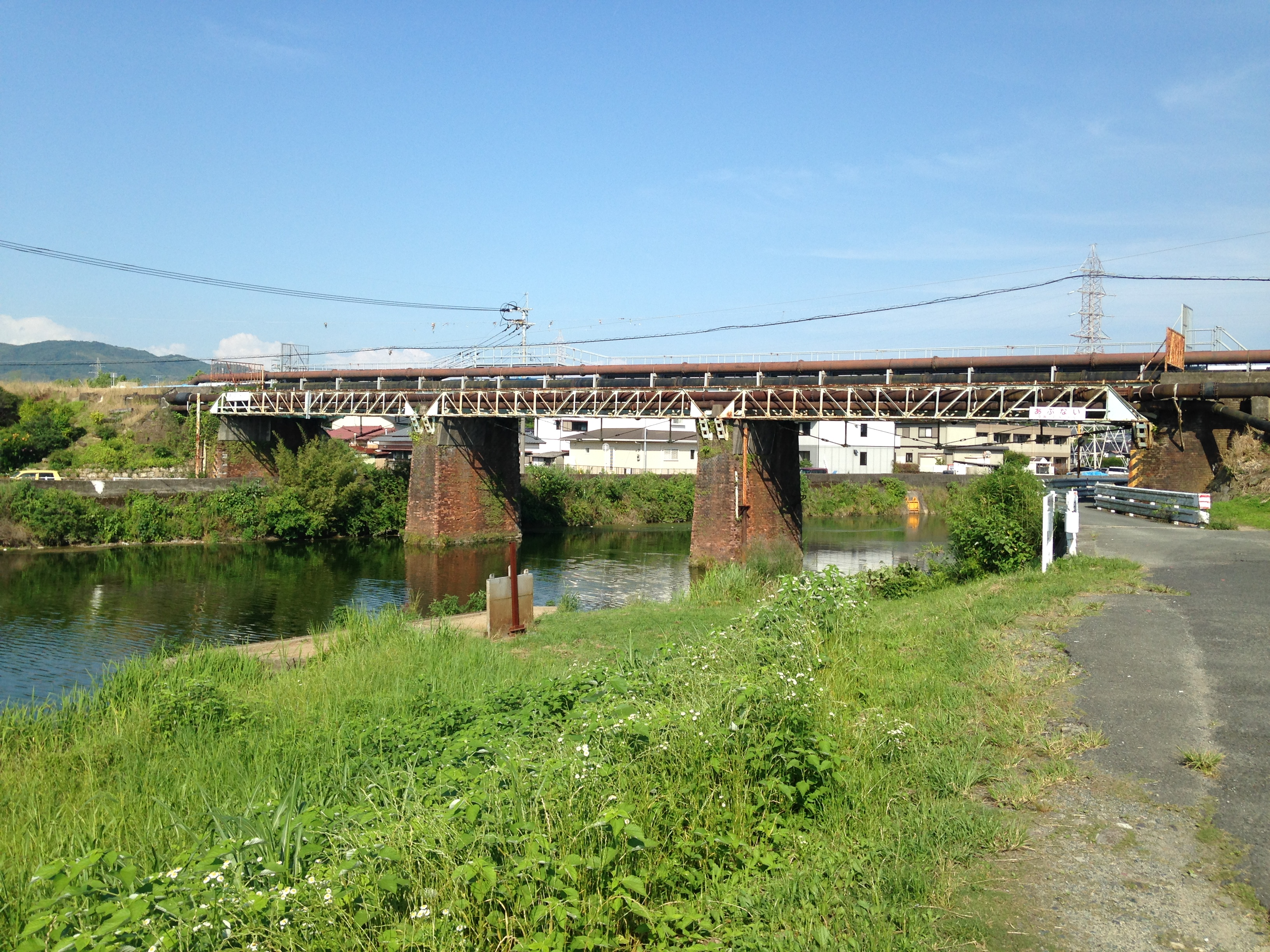
三池鉄道の諏訪川橋りょう跡

諏訪川（すわがわ）は、熊本県玉名郡南関町を源流とし、荒尾市を経て福岡県大牟田市で有明海へ注ぐ二級河川である。
上・中流域にあたる熊本県内区間（福岡県との境をなしている区間を含む）においては関川（せきかわ）と呼ばれる。

## 地理
全長は約23.97km。二級河川ながら県境を越える。
熊本県玉名郡南関町大字関外目付近を水源とする。福岡県大牟田市との境界付近からそのまま南関町西部を南下し、同町大字長山付近で西へと向きを変える。南関町から荒尾市に入る付近で再び大牟田市との境界に接近する（一部境をなしている区間もある）。荒尾市下井手から大牟田市内に入り、蛇行を繰り返しながら北西に向きを変えたところで、河口の有明海に注ぐ。
河口基準では諏訪川であるが、熊本県内区間が全体の75％近くを占めるため、関川と呼ばれている区間の方がかなり長い。また、大牟田市南部の駛馬（はやめ）地区では馬込川（まごめがわ）と呼ばれることもある。

## 流域自治体
- 熊本県
  - 玉名郡南関町 - 荒尾市
- 福岡県
  - 大牟田市

## 周辺施設
- 九州自動車道南関IC
- 道の駅おおむた
- セキアヒルズ
- 有明工業高等専門学校
- 三池港